# 중세 프랑스어
중세 프랑스어(프랑스어: moyen français)는 프랑스어의 역사적 구분 중 하나로, 14세기 중반부터 17세기 초까지의 기간을 포괄한다. 이 시기는 프랑스어의 언어적 과도기로서, 다음과 같은 사실이 있다.
- (간혹 고대 프랑스어(l'ancien français)라는 개념으로 포괄되는) 다른 경쟁 오일 제어 사이에서 프랑스어가 명확히 구별되기 시작했다.
- 프랑스어가 라틴어나 다른 오일어, 오크어를 대신하여 프랑스 왕국의 공식 언어로 지정되었다.
- 프랑스어의 문학적 발전은 17~18세기에 사용된 고전 프랑스어(le français classique)의 어휘·문법적 기반이 되었다.

또한 고대 프랑스어와는 대비되게, 현대 프랑스어와 대체로 상호 이해할 수 있는 가장 이른 단계이다.